# Jan Frederik Niermeyer (1866-1923)
Jan Frederik Niermeyer, soms bekend onder de schijfwijze Niermeijer, (Amsterdam, 11 juli 1866 - Utrecht, 4 december 1923) was een Nederlandse hoogleraar in de geografie.
Niermeyer volgde een opleiding tot leraar aardrijkskunde en geschiedenis en was vanaf 1888 kort werkzaam aan de HBS in Hoorn. In 1908 werd hij benoemd tot eerste hoogleraar statistisch-politische, economische en algemene aardrijkskunde aan de Universiteit Utrecht. Later werd hij ook buitengewoon hoogleraar economische geografie aan de Nederlandsche Handels-Hoogeschool in Rotterdam. Vanaf 1922 tot aan zijn overlijden eind 1923 was hij rector magnificus van de Utrechtse universiteit.
Van zijn hand zijn verscheidene publicaties over onder meer de geografie in Nederland en Nederlands-Indië, en hij was tussen 1902 en 1922 als redacteur verantwoordelijk voor veertien edities van de Schoolatlas der geheele aarde (Bosatlas). Niermeyer was een aanhanger van de Franse school en een navolger van Paul Vidal de la Blache. Zijn zoon Jan Frederik was een bekende historicus.